# Giraldilla 2015
Das Giraldilla 2015 als offene internationale Meisterschaft von Kuba im Badminton fand vom 25. bis zum 29. März 2015 in Havanna statt.

## Sieger und Platzierte
| Disziplin    | Gold                             | Silber                            | Bronze                               |
| ------------ | -------------------------------- | --------------------------------- | ------------------------------------ |
| Herreneinzel | Osleni Guerrero                  | Howard Shu                        | Andrés Corpancho                     |
| Herreneinzel | Osleni Guerrero                  | Howard Shu                        | Humblers Heymard                     |
| Dameneinzel  | Ebru Tunalı                      | Laura Sárosi                      | Daniela Macías                       |
| Dameneinzel  | Ebru Tunalı                      | Laura Sárosi                      | Zuzana Pavelková                     |
| Herrendoppel | Giovanni Greco Rosario Maddaloni | Humblers Heymard Anibal Marroquín | Andrés Corpancho José Guevara        |
| Herrendoppel | Giovanni Greco Rosario Maddaloni | Humblers Heymard Anibal Marroquín | Mario Cuba Martín del Valle          |
| Damendoppel  | Cemre Fere Ebru Tunalı           | Neslihan Kılıç Ebru Yazgan        | Florencia Bernatene Daiana Garmendia |
| Damendoppel  | Cemre Fere Ebru Tunalı           | Neslihan Kılıç Ebru Yazgan        | Daniela Macías Dánica Nishimura      |
| Mixed        | Mario Cuba Katherine Winder      | Ramazan Öztürk Neslihan Kılıç     | Andrés Corpancho Luz María Zornoza   |
| Mixed        | Mario Cuba Katherine Winder      | Ramazan Öztürk Neslihan Kılıç     | José Guevara Dánica Nishimura        |